# Søren Haagen
Søren Haagen Andreasen (født 26. marts 1974 i Esbjerg) er en dansk håndboldspiller, der spiller for Køge Håndbold.
Han begyndte sin karriere i GOG Svendborg TGI. I 1998 skiftede han til Bundesligaklubben SG Flensburg Handewitt, for derefter at skifte til ligarivalerne THW Kiel i 2001. I 2002 vendte han tilbage til GOG Svendborg TGI. Han indstillede sin karriere i 2004 som følge af en bindevævssygdom. Han genoptog senere håndboldsporten.
Han spillede 79 landskampe for Danmark.
I 2020 blev han den første spiller i den danske liga, der spillede i samme kamp som sin egen søn,"GOG havde far og søn på banen for første gang i samme ligakamp". TV2 Sporten. da både han og Andreas Haagen spillede mod Mors-Thy Håndbold.